# Amandelwilg
Amandelwilg (Salix triandra) is een soort uit de wilgenfamilie (Salicaceae).

## Determinatie
Amandelwilg is een struik en bereikt een hoogte van ± 1,5–4 m. De olijfgroene tot roodbruine, afbladderende bast van de twijgen is glad en breekt niet makkelijk af. Daaronder is de stam kaneelkleurig. De jonge, kale twijgen zijn geelgroen tot bruinachtig. De verspreid staande, 6–10 cm lange, lancetvormige bladeren zijn van onderen kaal en blauwgrijs van kleur. Van boven zijn de bladeren iets glanzend. De bladeren zijn drie tot vijf maal zo lang als breed. De meestal blijvende, niervormige steunblaadjes zijn groot.
Amandelwilg is tweehuizig en bloeit in april en mei tegelijk met het verschijnen van de bladeren. De bloeiwijze is een katje. De vrouwelijke bloeiwijze is 4–8 × 0,5–1 cm groot. De mannelijke bloem heeft drie meeldraden en twee honingschubben, terwijl de vrouwelijk bloem drie stempels en één honingschub heeft.

## Ecologie
Amandelwilg komt voor langs rivieren, sloten, in grienden en open loofbossen. Ze is goed bestand tegen overstromingen.

### Syntaxonomie
In de syntaxonomie staat amandelwilg te boek als kensoort voor de klasse van wilgenvloedbossen en -struwelen (Salicetea purpureae).

## Verspreiding
Het verspreidingsgebied van amandelwilg strekt zich uit over Eurazië.

## Hybriden
De volgende hybriden komen voor:
- S. ×alopecuroides (S. fragilis × triandra)
- S. ×mollissima (S. triandra × viminalis)

## Cultivars
De cultivar Salix triandra 'Semperflorens' bloeit de hele zomer.